# تپه امامزاده روستای هرائین
تپه امامزاده روستای هرائین مربوط به دوران‌های تاریخی پس از اسلام است و در شهرستان آوج، بخش مرکزی، روستای هرائین علیا واقع شده و این اثر در تاریخ ۱۲ بهمن ۱۳۸۱ با شمارهٔ ثبت ۷۳۱۱ به‌عنوان یکی از آثار ملی ایران به ثبت رسیده است.